# Cartel (muséologie)
Pour les articles homonymes, voir cartel.

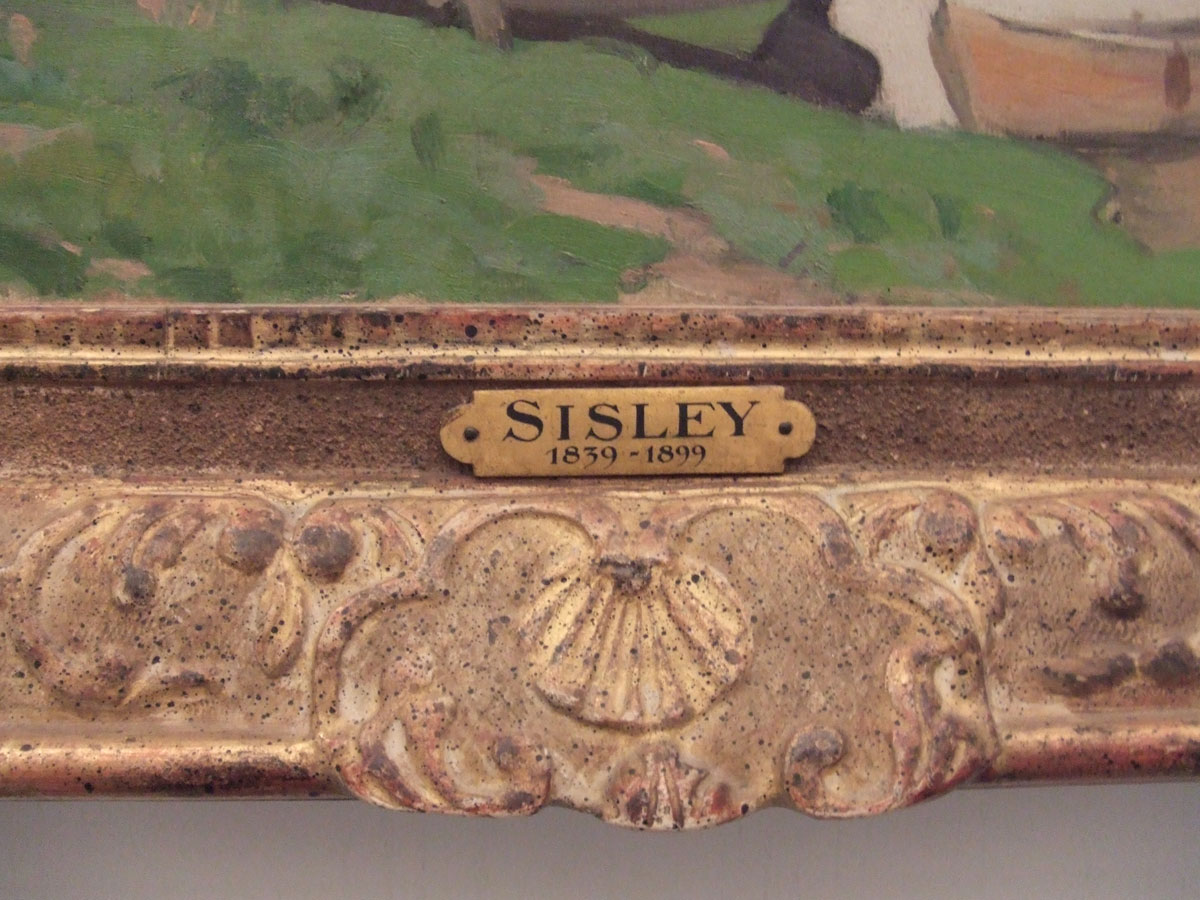
Cartel sur La Seine à Argenteuil, tableau d'Alfred Sisley.

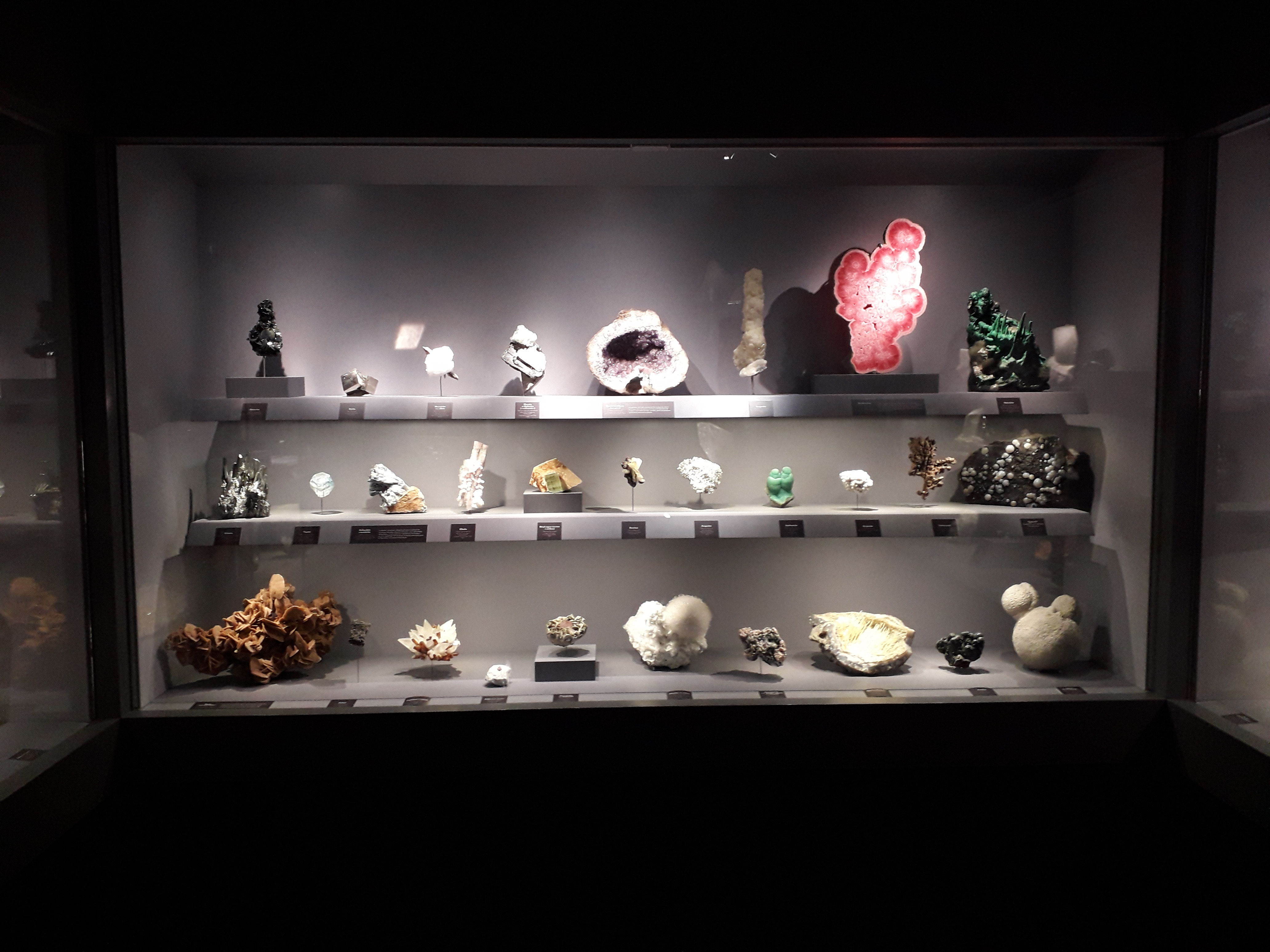
Vitrine de minéraux : chaque échantillon a son cartel explicatif.

En muséologie, le cartel est une plaque ou une étiquette, fixée à proximité immédiate d'un monument ou d'un objet de collection publique (œuvre d'art, pièce de collection archéologique, historique, littéraire, ethnologique, technologique ou scientifique), et donnant diverses informations (titre ou nom, auteur ou découvreur, provenance, date et lieu, signification ou usage, numéro d'inventaire)[source insuffisante],[source insuffisante].
Dans les musées et galeries d'art, on trouve les cartels sur l'encadrement ou sur le mur à côté d'un tableau : ils portent le titre de l'œuvre, son auteur et d'autres informations pertinentes (dates et technique de réalisation, dimensions, éventuelles restaurations, lieu de conservation, propriétaires successifs, collection d'origine, mode d'acquisition ou donateur, etc). Le cartel peut permettre également de retrouver plus facilement un tableau rangé dans les réserves parmi les œuvres non exposées.

## Autres formes de cartel

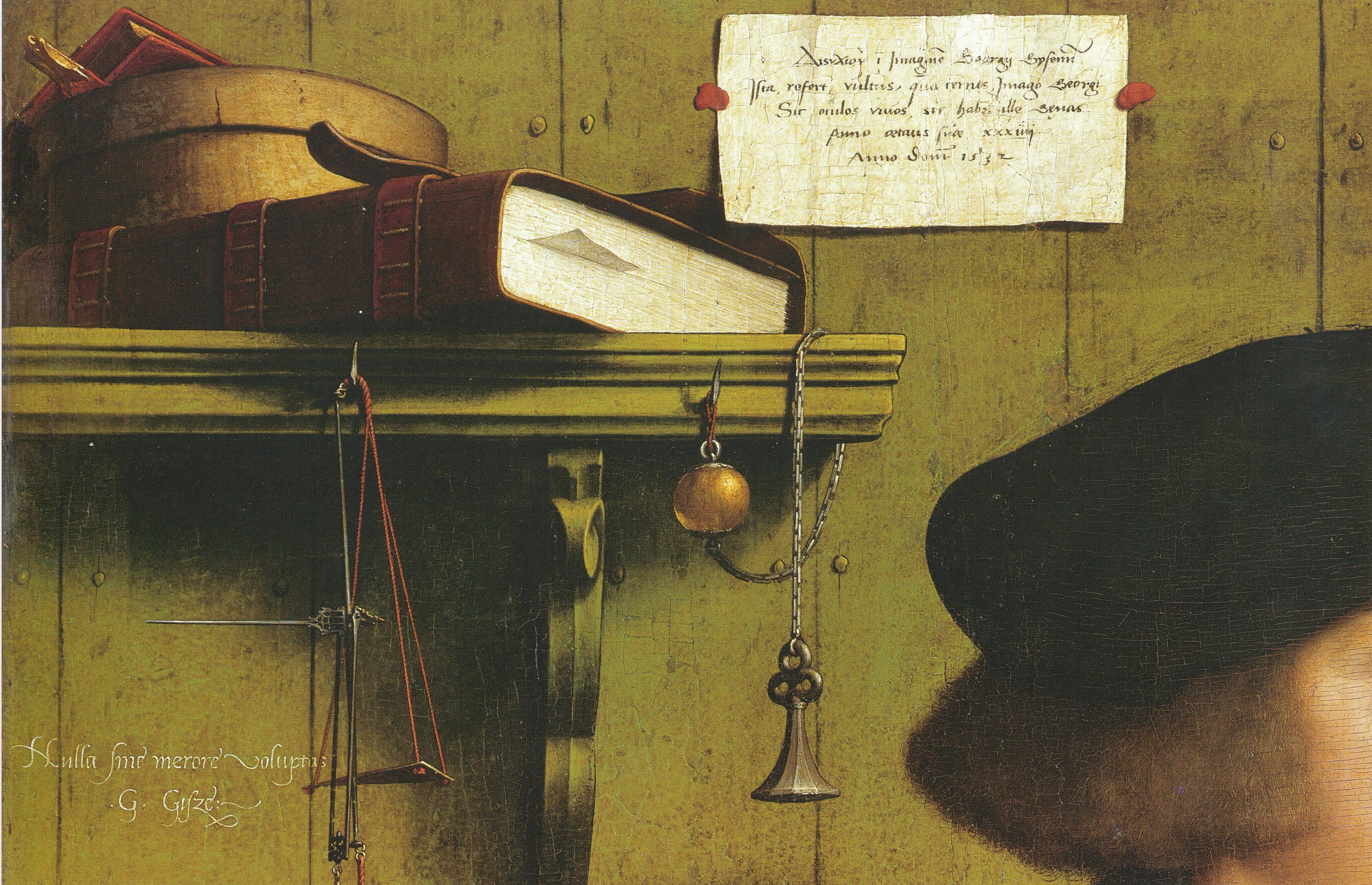
Cartellino dans le portrait de Georg Giese par Hans Holbein le Jeune.

Le cartellino (mot d'origine italienne) est la représentation peinte dans le tableau, par l'artiste lui-même, d'un feuillet comportant un texte explicatif avec la date et sa signature.